# Haplochromis snoeksi
  'Haplochromis' snoeksi  ist eine Buntbarschart, die bisher nur aus dem Fluss Ngufu, einem rechten Nebenfluss des Inkisi in der Demokratischen Republik Kongo bekannt ist. Möglicherweise kommt sie jedoch im gesamten Einzugsgebiet des Inkisi in der Provinz Kongo Central vor.

## Merkmale
Die Fischart kann eine Standardlänge von etwa 9 cm erreichen. Sie ist langgestreckt und ähnelt der ostafrikanischen Gattung Orthochromis. Die Körperhöhe liegt bei etwa 27 % der Standardlänge, der Kopf nimmt 30 bis 31 % der Standardlänge ein und die Basis der langen Rückenflosse hat eine Länge von halber Standardlänge. Die Schnauze (bei Fischen der Abstand von der Spitze des Mauls bis zum vorderen Augenrand) hat ein konvexes Profil und ist etwas länger als der Augendurchmesser. Die Augen sind größer als der Abstand zwischen ihnen. Das Maul ist endständig. Bei geschlossenem Maul steht der Oberkiefer leicht vor. Die Lippen sind dick, reichen aber nicht bis zum unteren Rand der Augen. Der Oberkiefer ist mit 3 bis 4, der Unterkiefer mit 3 bis 5 Zahnreihen besetzt, insgesamt sind es 38 bis 42 Zähne in der äußeren Zahnreihe im Oberkiefer und 28 bis 32 Zähne im Unterkiefer. Die Zähne der äußeren Zahnreihen sind zweispitzig und mittelgroß. In den inneren Reihen des Oberkiefers finden sich 68 bis 78 Zähne, in den inneren Reihen des Unterkiefers zählte man 62 bis 72 dicht zusammenstehende Zähne. Die Zähne der inneren Reihen sind dreispitzig. Alle Schuppen sind Kammschuppen. Die Schwanzflosse ist schuppenlos. Die Enden von Rücken- und Afterflosse reichen nicht bis zu Schwanzflosse. Der Schwanzstiel ist deutlich länger als hoch. Eine Schuppenreihe rund um den Schwanzstiel besteht aus 16 Schuppen.
- Flossenformel: Dorsale XVI/9, Anale III/6, Pectorale 15, Ventrale 8.
- Schuppenformel: mLR 32-34, SL 23/9-12.
- Kiemenrechen: 7+1+2.

 'Haplochromis' snoeksi ist hellbraun gefärbt, wobei der Rücken dunkler ist als die Körperseiten. Brust, Bauch und Brustflossen sind hellgelb. Die Bauchflossen haben dunkle Spitzen. Die Afterflosse zeigt zwei oder drei rote Eiflecke. Eine Streifenzeichnung auf den Körperseiten, wie sie für viele Buntbarsche typisch ist, fehlt. Auf dem Kiemendeckel und der Schwanzflossenbasis liegt jeweils ein schwarzer Fleck. Die Schwanzflosse ist abgerundet und mit kleinen runden schwarzen Flecken gemustert.

## Lebensraum
Der bekannte Lebensraum von  'Haplochromis' snoeksi ist ein Gewässer mit starker Strömung (20 bis 60 cm/s) und Sand- und Schlammboden der mit Steinen durchsetzt ist. Der Fluss ist an der Fundstelle etwa 10 Meter breit und 1,2 Meter tief. Die Wassertemperatur liegt zwischen 22 und 25,6 °C, der pH-Wert zwischen 6,5 und 7,2, die Gesamthärte bei 2 bis 5 °dH und der Leitwert bei 73 bis 151,1 μS/cm.

## Systematik
'Haplochromis' snoeksi wurde im Jahr 2010 von dem belgischen Ichthyologen Emmanuel Vreven und seinem kongolesischen Kollegen Soleil Wamuini Lunkayilakio beschrieben und zu Ehren des belgischen Ichthyologen Jos Snoeks benannt. Da die Zuordnung zur Gattung Haplochromis nur vorläufig ist, wurde die Gattungsbezeichnung Haplochromis von den Autoren der Erstbeschreibung zwischen Apostrophzeichen gesetzt. Wie andere  'Haplochromis' -Arten des Kongo und des Cuanza ist  'Haplochromis' snoeksi mit den eigentlichen Haplochromis-Arten aus dem Einzugsgebiet des Victoriasees nicht besonders nah verwandt und gehört einer anderen Klade innerhalb der Pseudocrenilabrini an, für die noch keine neue Gattungsbezeichnung eingeführt wurde.